# Rada Młodych Naukowców
Rada Młodych Naukowców (RMN) – zespół opiniodawczo-doradczy Ministra Nauki i Edukacji; istnieje od 1 lutego 2010 r. RMN zajmuje się przede wszystkim opiniowaniem projektów aktów prawnych opracowywanych w Ministerstwie Nauki i Szkolnictwa Wyższego oraz przygotowywaniem własnych propozycji zmian w zakresie polityki naukowej państwa, tak aby sprzyjały one rozwojowi kariery młodych naukowców i osób rozpoczynających karierę naukową.
Członkowie Rady do 2018 roku byli powoływani na okres kadencyjny. 1 marca 2018 r. rozpoczęła się VI kadencja Rady Młodych Naukowców, która w związku z wejściem w życie ustawy z dnia 20 lipca 2018 r. – Prawo o szkolnictwie wyższym i nauce działała do 30 października 2018 r.
Szósta kadencja Rady Młodych Naukowców działała na podstawie zarządzenia Ministra Nauki i Szkolnictwa Wyższego z dnia 31 października 2018 r. w sprawie powołania zespołu doradczego – Rady Młodych Naukowców. Siódma kadencja RMN została powołana na okres od 1 października 2021 do 30 września 2023 roku.
Pracami Rady Młodych Naukowców kieruje przewodniczący powoływany przez ministra. Do zadań przewodniczącego należy w szczególności: zwoływanie posiedzeń Rady, ustalanie porządku obrad oraz prowadzenie posiedzeń; przydzielanie członkom Rady zadań; zapraszanie na posiedzenia Rady osób, których kwalifikacje, wiedza lub doświadczenie mogą być przydatne w pracach Rady; wnioskowanie do ministra o zlecenie opracowania analiz lub opinii na potrzeby prac Rady.

## Zadania
Do zadań Rady Młodych Naukowców należy:
1. identyfikowanie barier rozwoju kariery młodych naukowców;
2. przygotowywanie propozycji rozwiązań wspierających rozwój kariery młodych naukowców;
3. podejmowanie działań na rzecz upowszechniania wśród młodych naukowców informacji o systemie finansowania szkolnictwa wyższego i nauki;
4. podejmowanie działań wspierających nawiązywanie i pogłębianie współpracy młodych naukowców z przedstawicielami gospodarki oraz podmiotami wdrażającymi innowacyjne rozwiązania w nauce lub gospodarce;
5. upowszechnianie w środowisku akademickim i naukowym postanowień Europejskiej Karty Naukowca oraz Kodeksu postępowania przy rekrutacji pracowników naukowych;
6. sporządzanie opinii w sprawach zleconych przez ministra właściwego do spraw szkolnictwa wyższego i nauki, zwanego dalej „Ministrem”[7].

## Osiągnięcia
Rada Młodych Naukowców doprowadziła m.in. do:
1. zmiany regulaminów programach w Iuventus Plus, Diamentowy Grant, Mobilność Plus;
2. zmiany definicji młodego naukowca;
3. wprowadzenia zmian w wymogach habilitacyjnych;
4. zwolnienia stypendiów dla wybitnych młodych naukowców z podatku;
5. zwolnienia stypendiów w ramach programu Erasmus+ z podatku;
6. wprowadzenia programu Sonata Bis w Narodowym Centrum Nauki;
7. możliwości zatrudniania personelu pomocniczego w programach Sonata Bis i Maestro;
8. możliwości obniżenia pensum dydaktycznego w programach Sonata i Sonata Bis.

Rada Młodych Naukowców zorganizowała również cykl seminariów szkoleniowo-dyskusyjnych pn. „Mechanizmy finansowania badań młodych naukowców w Polsce”, a także Forum Młodych Uczonych „Od młodego naukowca do laureata Nagrody Nobla”. Prócz powyższego Rada Młodych Naukowców m.in. zdiagnozowała problem związany z powrotami polskich naukowców do kraju po dłuższych stażach zagranicznych realizowanych w ramach studiów magisterskich, doktoranckich i projektów typu post-doc, przeprowadziła badanie opinii młodych naukowców na temat rzetelności konkursów przeprowadzanych na polskich uczelniach, czego pokłosiem było opublikowanie "Karty dobrych praktyk w zatrudnianiu młodych naukowców", 14 września 2018 r. na Wydziale Prawa Uniwersytetu w Białymstoku zorganizowała z Narodową Agencją Wymiany Akademickiej warsztaty dla wnioskodawców w programach NAWA, uczestniczyła w charakterze eksperta w konsultacjach projektu realizowanego przez Krajową Reprezentację Doktorantów pt. "Szkoła doktorska – jak się to robi?".